# Diyarbakır Stadyumu
Das Diyarbakır Stadyumu (deutsch Diyarbakır-Stadion) ist ein Fußballstadion in der türkischen Stadt Kayapınar der Provinz Diyarbakır, Südostanatolien. Der Eigentümer ist das Türkiye Cumhuriyeti Gençlik ve Spor Bakanlığı (deutsch Ministerium für Jugend und Sport der Republik Türkei). Die Fußballarena bietet 33.000 Plätze auf den Rängen. Es ist die Heimspielstätte der Fußballvereine Diyarbakırspor, Diyarbekirspor und Amed SK. Es ersetzte das Diyarbakır Atatürk Stadyumu von 1960.

## Geschichte
Das Stadion-Entwicklungsprogramm der Türkei ließ mehr als zwei Dutzend Stadien innerhalb eines Jahrzehnts entstehen. Nur wenige davon wurden im Osten des Landes errichtet. Die Hauptausnahmen bilden das Gaziantep Stadyumu und das Diyarbakır Stadyumu. Die beiden größten Städte Südostanatolien sind Fußballhochburgen in der Region. 2012 nahm die Toplu Konut İdaresi Başkanlığı (TOKİ, deutsch Staatliche Wohnungsbaubehörde) die Stadt Diyarbakır in das Entwicklungsprogramm auf. Im Jahr darauf war das Konzept fertig und im Frühjahr 2014 konnte der Bau offiziell beginnen. Das Bauunternehmen Yıldızlar Grup war für die Errichtung verantwortlich. Zu dieser Zeit wurde der zukünftige Heimverein Diyarbakırspor wegen hoher Schulden aufgelöst und musste, nachdem man zu zwei Partien nicht antrat, in die Bölgesel Amatör Lig (deutsch Lokale Amateurliga) zwangsabsteigen. Man fürchtete, dass der unterklassige Verein das Stadion nicht füllen könne. Hinzu kamen Verzögerungen beim Bau. Ursprünglich ging man von einer Bauzeit von 800 Tagen aus. Im Endeffekt waren es mehr als 1400 Tage und im April 2018 wurde der Bau in Betrieb genommen. Aus den anfänglich geplanten 126 Mio. TRY Baukosten wurden abschließend 160 Mio. TRY. Das Stadion entstand mehr als drei Kilometer westlich von der nächsten Siedlung. Dabei wurde die Entwicklung der Stadt miteingerechnet. Zum Zeitpunkt der Übergabe hatten die neuen Wohngebiete den Stadionbau fast erreicht. Die Fußballarena und die umliegenden Parkplätze umfassen eine Fläche von rund 25.000 ha. Die Anlage mit Ober- und Unterrang stellt in der Draufsicht einen achtstrahliger Stern dar. Dieses lehnt sich an die antike Stadtmauer von Amed, seit 2015 UNESCO-Weltkulturerbe, an. Auf dem Stadtwappen wird sie als achteckige Festung dargestellt. Die Kunststoffsitze auf den vier Rängen sind in den Farben der drei Heimclubs (Rot, Grün und Weiß) gestaltet. Auf dem Unterrang der Gegentribüne wird mit Sitzen der Stadtname Diyarbakır dargestellt. Das Diyarbakır Stadyumu war am 10. Mai 2018 Schauplatz des Endspiels im Türkiye Kupası 2017/18 (deutsch Türkischer Pokal). Der Außenseiter Akhisar Belediyespor bezwang den sechsmaligen Sieger Fenerbahçe Istanbul vor 20.000 Zuschauern mit 3:2 und feierte seinen ersten Pokalsieg. Am 15. Mai traf Diyarbekirspor in ihrer ersten Partie, vor ausverkauftem Haus, auf Tire 1922 Spor und gewann mit 4:0.